# Острво љубави
Острво љубави је симболистичка слика српске сликарке Надежде Петровић. Настала је почетком XX века, око 1907. или 1908. године, и припада њеној фази инспирисаној импресионизмом. Снажне, густо наношење боје и динамични потези четкицом одражавају Надеждин темперамент, као и снажни лични и експресивност. На слици је приказано идилично природно окружење, које симболизује интимност и романтику, али истовремено и осећај изолованости. Надеждин стил на овој слици изражава снажну духовну везу између природе и људских емоција. У ониричком призору пејзажа на слици, сликарка представља мушкарца и жену као симболе вечитих принципа, мушког и женског, на којима почива свет. Женска фигура приказана је у заводљивој пози, док мушки акт израња из воде, која симболизује праизвор живота. Овај контраст између мушког и женског принципа наглашава њихову међусобну зависност, и сугерише идеју стварања и рађања као суштинске одлике живота. У горњем десном углу слике приказано је гробље као подсетник на смрт и нестајање, чиме се успостављају два супротстављена, али нераздвојна концепта живота.
Острво љубави се данас чува у Народном музеју у Београду на основу сарадње са Галеријом Матице српске.